# Очеретный, Максим Михайлович
Максим Михайлович Очеретный (укр. Максим Михайлович Очеретний, позывной — Мойша; 9 сентября 2005, Одесса — 26  ноября 2024, Курская область) — украинский военнослужащий, старший матрос, участник российско-украинской войны. Герой Украины (2025, посмертно).

## Биография
Родился 9 сентября 2005 года в Одессе. Последние семь лет проживал с родителями и сестрой в посёлке Авангард Одесской области.
30 ноября 2023 года добровольно вступил в ряды Вооружённых сил Украины. Служил в воинской части А3199, в 73-м морском центре специальных операций.
В октябре 2024 года был награжден орденом участника боевых действий и почетным нагрудным знаком «Иду на Вы» третьей степени.
Во время выполнения боевых задач получил контузию, последний раз — 9 ноября 2024 года. Несмотря на юный возраст, успешно выполнял сложные боевые задания.
Погиб 26 ноября 2024 года в районе урочища Яблуневе Курской области. Похоронен 4 декабря 2024 года в посёлке Авангард.

## Награды
- Звание «Герой Украины» с удостоением ордена «Золотая Звезда» (6 февраля 2025, посмертно) — за личное мужество и героизм, проявленные в защите государственного суверенитета и территориальной целостности Украины, верность военной присяге[1].